# Helena Łazarska
Helena Janina Tarnowska-Łazarska z domu Ponińska (ur. 15 sierpnia 1934 w Poznaniu, zm. 28 października 2022 w Krakowie) – polska sopranistka, śpiewaczka operowa, profesor sztuk muzycznych.

## Życiorys
Była córką Edwarda Ponińskiego i Anieli z d. Komierowskiej. Będąc w wieku lat pięciu – po rozpoczęciu II wojny światowej i zamordowaniu jej ojca w inowrocławskim więzieniu – musiała wraz z matką i siedmiorgiem rodzeństwa opuścić rodzinną posiadłość w Kościelcu i szukać schronienia u dalszej rodziny w Tarnobrzegu. Tutaj rozpoczęła naukę w zakresie szkoły podstawowej, którą ukończyła w Jarosławiu. Naukę w zakresie szkoły średniej rozpoczęła w 1945 r. w Prywatnym Gimnazjum i Liceum Sióstr Niepokalanek w Szymanowie, które ukończyła egzaminem dojrzałości w 1951.
W tym samym roku została przyjęta do ówczesnej Państwowej Średniej Szkoły Muzycznej w Warszawie do klasy fortepianu, a w roku następnym – z powodu choroby mieszkającej w Krakowie matki – przeniosła się tutaj kontynuując naukę gry na fortepianie w krakowskiej Państwowej Średniej Szkole Muzycznej.
W roku 1953 wyszła za mąż za Juliusza Tarnowskiego a w 1954 urodził się syn, Władysław. Po trwającym rok urlopie macierzyńskim przeniosła się do klasy śpiewu Erazmy Janowicz-Kopaczyńskiej. W 1956 r. – jako jedyna kandydatka ze szkół średnich – na Konkursie Mozartowskim w Katowicach zajęła III miejsce. W 1957 r. odszedł mąż. W tym samym roku Helena Ponińska-Tarnowska uzyskała w klasie śpiewu dyplom z odznaczeniem.
W 1957 r. została przyjęta na Wydział Wokalny Państwowej Wyższej Szkoły Muzycznej w Krakowie studiując w klasach prof. Stanisławy Argasińskiej oraz doc. Stanisławy Hoffmanowej. W 1960 wyszła za mąż za Stanisława Łazarskiego. W 1962 r. jako Helena Tarnowska-Łazarska uzyskała dyplom eksternistyczny z wynikiem bardzo dobrym.
Solistka Opery Śląskiej w Bytomiu (1964–1972). W latach 1972–1979 występowała sporadycznie w koncertach awangardowego Zespołu MW 2 jako jego niestały członek. Pedagog Akademii Muzycznych w Katowicach, Gdańsku i Krakowie. W 1987 została zaangażowana do Mozarteum w Salzburgu, a w 1991 – do Universität für Musik und darstellende Kunst w Wiedniu, gdzie do 2006 prowadziła klasę śpiewu solowego. Inicjatorka Dni Wokalnych im. Ady Sari przekształconych w Międzynarodowy Festiwal i Konkurs Sztuki Wokalnej im. Ady Sari w Nowym Sączu. Dyrektor artystyczna tego Festiwalu w latach 1985–2014. Członkini honorowa Polskiego Stowarzyszenia Pedagogów Śpiewu.

## Życie prywatne
Helena Janina Ponińska urodziła się 15 sierpnia 1934 w Poznaniu a pochodziła z Kościelca (będącego – oprócz Leszczyc i Dziarnowa – w posiadaniu rodu Ponińskich) i tam w kościele parafialnym pw. św. Małgorzaty została ochrzczona dnia 14 września tegoż roku. Była córką Edwarda Juliusza Mariana (ziemianina, hodowcy i działacza społecznego) oraz Anieli Marii z d. Komierowskiej. Helena Ponińska posiadała rodzeństwo: sześcioro starszych (5 sióstr i brata): Weronika Helena Maria, Anna Zofia Maria, Zofia Gabriela Maria, Irena Róża Maria, Maria Alina, Antoni Adolf Maria – oraz dwóch młodszych braci: Stanisław i Edward Józef.
Będąc jeszcze uczennicą Państwowej Średniej Szkoły Muzycznej w Krakowie, dnia 6 kwietnia 1953 zawarła ślub z Juliuszem Tarnowskim, a 7 stycznia 1954 urodził im się syn, Władysław. W roku 1957 małżonek odszedł od rodziny. W dniu 12 lipca 1960 zawarła następny związek małżeński ze Stanisławem Łazarskim. 
Zmarła w Krakowie dnia 28 października 2022. Spoczywa na cmentarzu parafialnym w Dziekanowicach.

## Wybrane odznaczenia, odznaki i nagrody
- 1987: Nagroda Miasta Krakowa[19]
- 1999: Krzyż Oficerski Orderu Odrodzenia Polski za wybitne zasługi w promowaniu polskiej muzyki[20]
- 2008: Złoty Medal „Zasłużony Kulturze Gloria Artis”[21]
- 2009: Odznaka „Honoris Gratia”[22]
- 2014: Odznaka Honorowa Województwa Małopolskiego – Krzyż Małopolski[15]
- 2014: Złota Muza za promocję muzyki polskiej na świecie[23]